# Berredo (Golada)
Berredo (oficialmente Santa María de Berredo) es una parroquia española del municipio de Golada, perteneciente a la provincia de Pontevedra, en la comunidad autónoma de Galicia.

## Historia
Hacia mediados del siglo XIX, la parroquia, ya por entonces perteneciente a Golada, tenía contabilizada una población de 189 habitantes. Aparece descrita en el cuarto volumen del Diccionario geográfico-estadístico-histórico de España y sus posesiones de Ultramar de Pascual Madoz con las siguientes palabras:

BERREDO (Sta. Maria de): felig. en la prov. de Pontevedra (12 leg.), dióc. de Lugo (8), part. jud. de Lalin (2), y ayunt. de Golada. sit. sobre la márg. izq. del r. Ulla. clima templado y sano: comprende los l. ó barrios de Cornella, Iglesia, Quintá y otros cas. hasta el número de 40 casas con pocas comodidades: la igl. parr. (Sta. Maria) está servida por un curato de entrada y patronato lego: su escaso térm. confina con los de Basadre y Baiña: el terreno es muy fértil, en particular la parte de ribera: los caminos locales en mal estado, y el correo se recibe por la cap. del part. prod.: centeno, maiz, trigo, legumbres, hortaliza, lino, buenas frutas, castañas, nueces y algun vino: cria ganado lanar, cabrío, de cerda y vacuno: hay caza, pesca y telares caseros que forman la ind. de estos naturales, que concurren con el sobrante de las cosechas al mercado que se celebra el dia 12 de cada mes en Golada. pobl.: 32 vec., 189 alm. contr. con su ayunt. (V.)
(Madoz, 1846, p. 285)

En 2022, tenía empadronados 86 habitantes.